# 재난문자방송
재난문자방송 혹은 안전 안내 문자는 대한민국에서 정부나 기관 등에서 모든 국민에게 휴대전화로 문자 메시지를 보내어 국민의 안전과 관련된 필요한 정보와 알림 등을 전달하는 메시지이다. 《재난 및 안전관리 기본법》 제38조의2항에 따라 명시되어 있으며, 재난 발생시에 신속한 경보와 대피, 피난을 유도하고 있다.
대한민국 정부(행정안전부)에서 관리를 담당하고, 재난 발생 지역이 위치한 지방자치단체가 송출 권한을 갖는다. 그런 다음에 휴대전화 방송 서비스(CBS) 기능을 통해 해당 기지국에 연결된 휴대전화와 연결된다. 공익을 목적으로 하는 서비스이기 때문에 요금이 부과되지 않는다. 일반적인 안전 안내 문자, 긴급 재난 문자는 사용자의 휴대전화 설정을 통해 수신 설정과 거부가 가능하지만, 위급 재난 문자는 수신 거부가 불가능하다.

## 기준과 문구
대한민국 재난 및 안전관리 기본법의 제38조의2에 따라 사람의 생명ㆍ신체 및 재산에 대한 피해가 예상되면 그 피해를 예방하거나 줄이기 위하여 기간통신사업자와 방송사업자에게 요청하는 재난문자방송을 할 수 있으며, 이 재난문자방송에 대한 기준과 운영기준은 하위 규정인 재난문자방송 기준 및 운영규정으로 두고 있다.
재난문자방송 발송 기준은 주간(오전 6시-오후 9시)과 야간(오후 9시-익일 6시)까지로 나눠지며, 또한 주간의 경우 출퇴근시간대(평일 오전 6시-10시, 오후 4시-9시)와 그 외 시간대로 구분하여 발령 기준을 구분하고 있다.
재난문자방송 기준 및 운영규정 제10조에 따라 재난문자 발송시 표준문안(별표2, 별표3)이 정해져 발송되고 있다. 지진의 경우에는 지진조기경보에 따른 "지진 재난문자 발송 기준"에 따라 별도로 명시되어 있다.
| 명칭                 | 명칭                 | 주간 (오전 6시-오후 9시) | 주간 (오전 6시-오후 9시) | 야간 (오후 9시-익일 6시) | 비고                                                      |
| 명칭                 | 명칭                 | 출퇴근시간대 (평일 오전 6시-10시, 오후 4시-9시)                                                                                                 | 그 외 시간대 | 야간 (오후 9시-익일 6시) | 비고                                                      |
| -------------------- | -------------------- | --- | --- | --- | --------------------------------------------------------- |
| 태풍                 | 태풍                 | 주의보 / 경보 | 경보 | 경보 | 육상 및 앞바다에만 해당                                   |
| 호우                 | 안전안내             | 주의보 / 경보 | 경보 | 경보 |                                                           |
| 호우                 | 긴급재난             | 50 mm/1h, 90 mm/3h 호우 동시 관측시 1회 발송 | 50 mm/1h, 90 mm/3h 호우 동시 관측시 1회 발송 | 50 mm/1h, 90 mm/3h 호우 동시 관측시 1회 발송 | 기상청장이 직접 발송                                      |
| 홍수                 | 홍수                 | 주의보 / 경보 | 주의보 / 경보 | 주의보 / 경보 |                                                           |
| 대설                 | 대설                 | 주의보 / 경보 | 경보 | 경보 |                                                           |
| 폭풍해일             | 폭풍해일             | 경보 | 경보 | 경보 |                                                           |
| 한파                 | 한파                 | 경보 | 경보 | × |                                                           |
| 강풍                 | 강풍                 | 경보 | 경보 | × |                                                           |
| 풍랑                 | 풍랑                 | 경보 | 경보 | × | 앞바다에만 해당                                           |
| 건조                 | 건조                 | 경보 | 경보 | × |                                                           |
| 폭염                 | 폭염                 | 경보 | 경보 | × |                                                           |
| 황사                 | 황사                 | 경보 | 경보 | × |                                                           |
| 미세먼지             | 미세먼지             | 경보, 비상저감조치발령 | 경보, 비상저감조치발령 | × | 비상저감조치발령 이후(발령 당일 및 시행일) 경보 발령 제외 |
| 산불                 | 산불                 | 산불 발생 시 - 산불 발생 시 (산불위험등급 '높음' 이상 지역 또는 산불피해 확산 우려 시) - 산불 대피 권고 및 명령 시                              | 산불 발생 시 - 산불 발생 시 (산불위험등급 '높음' 이상 지역 또는 산불피해 확산 우려 시) - 산불 대피 권고 및 명령 시                              | 산불 발생 시 - 산불 발생 시 (산불위험등급 '높음' 이상 지역 또는 산불피해 확산 우려 시) - 산불 대피 권고 및 명령 시                              |                                                           |
| 산불                 | 산불                 | 산불 발생 위험 상승 시(주간) - 대형산불 위험예보(경보단계) 발령 시 - 산불위기경보(경계 및 심각 단계) 발령 시                                    | | |                                                           |
| 산사태               | 산사태               | - 산사태 위기경보(주의/경계/심각단계) 발령 시 - 산사태 예보 중, 경보 발생 시                                                                    | - 산사태 위기경보(주의/경계/심각단계) 발령 시 - 산사태 예보 중, 경보 발생 시                                                                    | - 산사태 위기경보(주의/경계/심각단계) 발령 시 - 산사태 예보 중, 경보 발생 시                                                                    |                                                           |
| 댐 붕괴              | 댐 붕괴              | 댐 붕괴 위기경보(경계/심각단계) 발령 시 - 댐 월류 예상 시 - 댐 붕괴 유발 손상 발생 시 - 댐 월류 발생 시 - 댐 본체 위험한 손상발생(붕괴 징후) 시 | 댐 붕괴 위기경보(경계/심각단계) 발령 시 - 댐 월류 예상 시 - 댐 붕괴 유발 손상 발생 시 - 댐 월류 발생 시 - 댐 본체 위험한 손상발생(붕괴 징후) 시 | 댐 붕괴 위기경보(경계/심각단계) 발령 시 - 댐 월류 예상 시 - 댐 붕괴 유발 손상 발생 시 - 댐 월류 발생 시 - 댐 본체 위험한 손상발생(붕괴 징후) 시 |                                                           |
| 댐 수문방류          | 댐 수문방류          | 댐 수문 방류 시 - 수문방류 개시 - 수문방류 계획 변경 시(방류량 증가)                                                                            | 댐 수문 방류 시 - 수문방류 개시 - 수문방류 계획 변경 시(방류량 증가)                                                                            | 댐 수문 방류 시 - 수문방류 개시 - 수문방류 계획 변경 시(방류량 증가)                                                                            |                                                           |
| 전력                 | 전력                 | 전력공급 부족 시 - 전력 위기경보(경계/심각단계) 발령 시                                                                                         | 전력공급 부족 시 - 전력 위기경보(경계/심각단계) 발령 시                                                                                         | 전력공급 부족 시 - 전력 위기경보(경계/심각단계) 발령 시                                                                                         |                                                           |
| 전력                 | 전력                 | 전력계통고장 정전 시 - 대규모 정전 발생 시 | | |                                                           |
| 감염병               | 감염병               | - 보건복지부, 질병관리청 요청 시 | - 보건복지부, 질병관리청 요청 시 | - 보건복지부, 질병관리청 요청 시 |                                                           |
| 방사성물칠 누출 예상 | 방사성물칠 누출 예상 | - 청색비상, 적색비상 발령 시 | - 청색비상, 적색비상 발령 시 | - 청색비상, 적색비상 발령 시 |                                                           |
| 테러의심상황         | 테러의심상황         | - 대테러 관련기관 요청 시 | - 대테러 관련기관 요청 시 | - 대테러 관련기관 요청 시 |                                                           |
| 민방공               | 공습경보             | 경보 | 경보 | 경보 |                                                           |
| 민방공               | 경계경보             | 경보 | 경보 | 경보 |                                                           |
| 민방공               | 화생방경보           | 경보 | 경보 | 경보 |                                                           |
| 민방공               | 핵경보               | 경보 | 경보 | 경보 |                                                           |
| 민방공               | 경보해제             | 경보 | 경보 | 경보 |                                                           |

## 유형
휴대전화의 경우 재난의 경중에 따라 위급재난, 긴급재난, 안전안내문자 3가지로 분류하여 발송하고 있다. DMB의 경우 유형은 다음과 같으나 모든 구분에서 사용자 요청에 따라 수신 거부가 가능하다.
- 일반 재난 문자: 위급·긴급 재난을 제외한 일반적인 재난 경보와 주의보 - 일반문자의 알림 설정값으로 알림이 울리며 수신거부가 가능하다.
- 긴급 재난 문자: 테러, 방사성 물질 누출 예상, 태풍, 홍수, 호우, 대설, 해일, 지진 등의 경보 - 휴대전화 최소볼륨(최소 40 dB 이상)으로 알림이 울리며 수신거부가 가능하다.
- 위급 재난 문자: 강진, 전시(경계, 공습, 화생방, 경보해제 등 민방공경보) - 휴대전화 최소볼륨(최소 40 dB 이상, 기본 설정 60 dB)으로 알림이 울리며 수신거부가 불가능하다.

### 위급 재난 문자
지진조기경보에 따른 규모 M6.0  이상의 지진 및 공습경보를 전파할 경우 사용하는 문자 등급이다. 위급재난문자는 60dB의 매우 큰 알람소리가 울리며, 휴대전화 이용자가 임의로 수신거부 설정을 할 수 없다.

### 긴급 재난 문자

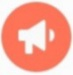
긴급재난문자 모양

긴급재난문자는 재난이 일어났을 때 지자체나 행정안전부에서 해당 지역에 있는 시민들에게 발령하는 문자 메시지이다. 긴급재난문자는 대피나 주의 발생 등을 알리는 의미에서 전송된다. 휴대전화의 설정에서 수신 거부가 가능하며 기종이나 통신 상태에 따라 긴급재난문자가 오는 속도가 다르거나 문자를 받지 못할 수도 있다. 설정시 최소 40 dB 이상의 소리로 알람이 울리며 다만 수신 거부가 가능하다.

## 역사
이전부터 재난 발생 시 방송국에 요청해 DMB폰 등에서 재난문자를 방송화면에 자막으로 내보내는 재난방송이 있었다. 또한 2005년 하반기부터 소방방재청에서 2G폰의 문자방송시스템(CBS)을 사용해 재난정보를 문자메시지로 보내는 일종의 긴급재난문자정보가 도입되었다. 당시 KTF 통신사의 경우 2004년 12월부터 2005년 3월까지 경기도와 강원도에 시범 서비스를 시작한 후 정식 도입을 시작했다. 2005년 5월 15일부턴 소방방재청이 긴급 재난정보를 실시간으로 제공하는 휴대전화 긴급재난문자방송 서비스를 모든 통신사에게서 전국으로 확대했다. 또한 서울시의 경우 2007년부터 특정 이동통신 기지국을 지정해 서울시 권역망 안에 들어와 있는 모든 휴대전화에 문자방송을 통지하는 자체 서비스를 구축하기 시작했다.
2008년 DMB를 지원하는 휴대폰, MP3 플레이어, 내비게이션에서도 DMB를 통해 재난문자를 수신할 수 있도록 재난경보방송전달체계를 구축하기로 결정하면서 재난문자방송이 도입되기 시작했다. 하지만 2009년 3G 통신 휴대폰이 보편화되기 시작하면서 기지국기반 문자방송시스템(CBS)를 탑재해 재난문자를 보내는 방식을 도입하기로 했지만 소방방재청, 방송통신위원회, 통신사 및 기술업체 간 협의가 늦어지면서 2009년 말까지 도입이 제대로 이루어지지 않았다. 이렇게 2G 핸드폰에서는 수신할 수 있으나 배터리 소모량 문제와 3G에서의 CBS 미도입 문제로 3G폰에서는 재난문자를 수신할 수 없는 현상도 일어났다.
이 때문에 2011년 1월 소방방재청은 출시 예정인 4G폰에 태풍, 집중호우 등의 재난상황 정보를 전달할 수 있도록 방송통신위원회와 이동통신사, 단말기 제조사와 회의를 하여 3G에서 탑재하지 못한 CBS를 4G에서 탑재하기 위해 4G폰의 재난문자수신기능 탑재를 위한 "CBS 재난문자방송 송출서비스 협정"을 맺기로 결정했다. 또한 LTE 휴대폰의 재난문자방송 서비스(CBS)를 제공할 수 있는 메시지 형식 등에 관한 국내표준이 3GPP(3rd Generation Patnership Project) 총회에서 국제표준으로 결정되면서 국내에서 생산되는 LTE 휴대폰은 물론, 외국에서 수입되는 LTE 휴대폰에서도 재난문자방송 서비스(CBS)가 가능하게 바뀌었다. 또한 재난문자 서비스를 상용화하지 못해 재난정보를 받을 수 없었던 3세대(3G) 휴대폰에서도 2011년 9월 30일 "국가재난안전센타" 어플리케이션을 통해 긴급재난 발생시 정보가 제공되도록 바뀌었다. 이에 따라 소방방재청은 재난 및 안전관리기본법을 개정해 2013년부터 모든 휴대전화는 긴급 재난문자방송을 받는 기능을 갖추도록 규정했다. 2012년 5월에는 이동통신 3사는 소방방재청과 협의를 마치고 `국가재난안전센터 앱(APP)`을 2013년 1월 1일부터 출시되는 단말기에 내장하기로 결정했다.
2016년 1월에는 그동안 재난의 심각성이나 긴급도와 무관하게 경보음이 60dB 이상의 큰 소리로 고정되어 모든 재난문자가 와서 불편을 겪음에 따라, 재난문자방송을 위급재난문자, 긴급재난문자, 안전안내문자 3가지로 나누어 기상특보 등 위급도가 낮은 안전안내문자는 일반 문자와 같이 '무음', '진동', '소리'로 설정할 수 있게 하고, 홍수 등 대피가 필요한 상황임을 알리는 '긴급재난문자'와 전쟁상황을 전파하는 '위급재난문자'는 음량을 각각 '40dB 이상' 보통 소리와, '60dB 이상' 큰 소리로 차이를 두도록 바뀌었다.
2016년 울산 해역 지진 이전까지 그동안 재난문자방송 송출기준에 지진이 없었다가 2016년 구마모토 지진에서야 이를 지적받고 처음으로 지진에 대한 송출기준이 추가되었다. 또한, 2016년 경주 지진 이후 재난문자방송 발송에 10분 이상이 걸리며 재난문자에 대한 시스템 개선이 지적되면서 2017년에는 기상청의 긴급문자 발송이 중간단계인 대한민국 국민안전처 상황실이 빠지면서 발송시간이 빨라졌고, 정부도 지진의 재난문자의 경우 규모 3.0 이상의 지진은 5분 이내, 5.0 이상은 50초 이내에 긴급재난문자를 발송하도록 규정했다.
2019-2020년 코로나19가 급속히 확산되면서 코로나 관련 재난문자가 지나치게 많아 불편이 나오자, 행정안전부는 코로나19와 관련해 재난문자 송출 금지사항을 정하고 그 이외 내용만 보내도록 매뉴얼 운영기준을 정했다. 여기서 금지되는 문자 송출은 확진자 발생·미발생 상황과 동선, 지자체 조치계획, 마스크 착용이나 손씻기 등 국민들이 보편적으로 알고 있는 개인방역수칙, 지자체의 코로나19 대응실적 등 홍보와 시설 개·폐상황 등 일반사항, 중대본이 안내한 사항과 같거나 유사한 사항, 오후 10부터 다음날 오전 7시까지 심야시간대 송출 등이다.

## 같이 보기
- 지진조기경보
- 재난방송
- 긴급 경보 체계 (Emergency population warning)
- 긴급 방송 체계
- 긴급지진속보
- 특별경보